# ایستگاه رادیویی موج کوتاه بعثت کمال‌آباد
ایستگاه رادیویی موج کوتاه بعثت کمال‌آباد، بزرگ‌ترین فرستندهٔ رادیویی ایران است که در نزدیکی روستای کمال‌آباد قرار دارد. این فرستنده برای ارسال امواج رادیوهای برون‌مرزی سازمان صداوسیمای جمهوری اسلامی ایران روی موج کوتاه (SW) استفاده می‌شود.
این فرستنده دارای ۱۶ فرستندهٔ رادیویی پرقدرت موج کوتاه، ۱۸ آنتن ثابت و ۳ آنتن گردان برای ارسال برنامه‌های موقت به مناطق دلخواه است.
تپهٔ باستانی کمال‌آباد در محوطهٔ این مرکز قرار دارد.